# Бхаратпур
Бхаратпур (англ. Bharatpur, гінді भरतपुर) — місто у північно-західній частині Індії, у штаті Раджастхан, є адміністративним центром однойменного округу. 

## Історія
До 1948 року місто було столицею князівства Бхаратпур.

## Географія
Місто розташовано у північно-східній частині Раджастхану, у регіоні Брадж. Абсолютна висота — 182 метри над рівнем моря.

## Населення
За даними останнього офіційного перепису населення 2001 року, чисельність мешканців міста складала 204 587 осіб.
Динаміка чисельності населення міста за роками:
| 1991    | 2001    | 2012    |
| ------- | ------- | ------- |
| 148 519 | 204 587 | 273 060 |